# Joshua Abrams

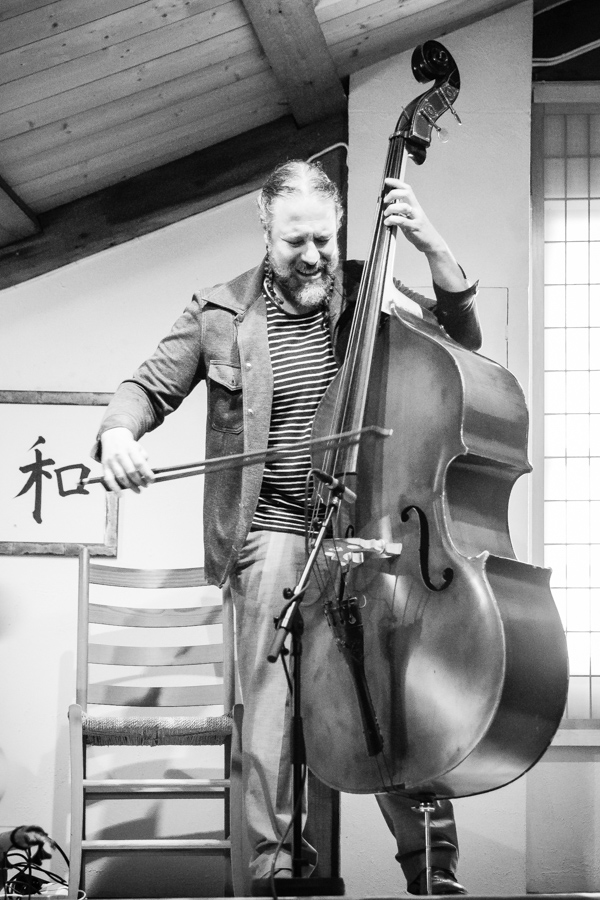
Joshua Abrams, Kongsberg Jazzfestival 2019. Bild: Tore Sætre

Joshua Mikah „Josh“ Abrams (* 1973 in Boston) ist ein US-amerikanischer Jazz- und Improvisationsmusiker (Kontrabass, Gimbri), Komponist und Bandleader.

## Leben und Wirken
Die Karriere von Abrams begann Ende der 1980er Jahre in Philadelphia, wo er Mitglied der damals noch als Straßenband aktiven Square Roots war, mit der er 1992 auch in Europa auf Tournee war. Daneben spielte er in einem Improvisationsensemble, das Earle Brown leitete.
Abrams arbeitet seit Ende der 1990er-Jahre in der Chicagoer Jazzszene u. a. mit David Boykin, Ernest Dawkins, Fred Lonberg-Holm, dem Exploding Star Orchestra, Hamid Drake, Jeff Albert und Matana Roberts; ferner war er Mitglied in Mike Reeds Loose Assembly (The Speed of Change, 2008) und Nicole Mitchells Black Earth Ensemble sowie Rockbands wie Yanqui U.X.O. Mit Roberts und Chad Taylor bildete er Sticks & Stones. Daneben spielte er mit Adam Rudolphs Band Moving Pictures.
Seit 2010 entstanden mehrere Aufnahmen von Abrams’ Natural Information Society, mit der er auch in Europa auf Tournee war. In diesem Projekt kombiniert er in wechselnden Bandbesetzungen traditionelle Instrumente mit elektronischen Elementen, um psychedelische „Umwelten“ zu schaffen.
Im Bereich des Jazz war er Tom Lord zufolge zwischen 1997 und 2024 an 66 Aufnahmesessions beteiligt, u. a. bei Fred Anderson (From the River to the Ocean, 2007), Josh Berman, Makaya McCravens In the Moment (2015) und Jason Stein (Lucille!, 2017, und
Anchors, 2024). 2013 erschien auf RogueArt das Album Unknown Known; 2018 legte er auf dem Album Excavations Soloaufnahmen auf dem akustischen Bass vor. In den Aufnahmen unter eigenem Namen verbindet er sonst Jazz und Improvisation, elektro-akustische Komposition, Beats, minimalistische Musik und Field Recordings. Er hat auch als Filmkomponist gewirkt. 2020 nahm er mit Chad Taylor das Album Mind Maintenance auf.

## Diskographische Hinweise
- Busride Interview (Lucky Kitchen, 2002)
- Cipher (Delmark Records, 2003, mit Axel Dörner, Guillermo Gregorio, Jeff Parker)
- After (Lucky Kitchen, 2004)
- Natural Information (Eremite Records, 2010, mit Frank Rosaly, Jason Adasiewicz)
- Represencing (Eremite Records, 2012)
- Unknown Known (RogueArt, 2013)
- Natural Information Society – Simultonality (Eremite Records, 2017)
- Joshua Abrams / John Herndon / Kjetil Møster / Jeff Parker: Ran Do (Clean Feed Records, 2018)
- Joshua Abrams & Natural Information Society: Mandatory Reality (2019, mit Ben LaMar Gay, Nick Mazzarella, Jason Stein, Lisa Alvarado, Ben Boye, Mikel Avery, Hamid Drake)
- Joshua Abrams’ Cloud Script Cloud Script (RogueArt, 2020)
- Keefe Jackson, Oscar Jan Hoogland, Joshua Abrams & Mikel Patrick Avery: These Things Happen (Astral Spirits, 2022)
- Dave Rempis, Tomeka Reid & Joshua Abrams: Allium (2022)
- Natural Information Society: Since Time Is Gravity (2023)
- Rempis / Adasiewicz / Abrams / Damon: Propulsion (2024)